# Валарно (Пескара)
Валарно (итал. Vallarno) је насеље у Италији у округу Пескара, региону Абруцо.
Према процени из 2011. у насељу је живело 55 становника. Насеље се налази на надморској висини од 221 м.